# Composto intermetallico

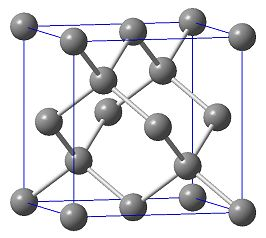
Disposizione degli ioni Tl^{-} nella struttura corrispondente al composto intermetallico NaTl.

Con il termine composto intermetallico viene indicato un insieme particolare di composti chimici che non rispettano le classiche regole della valenza e nemmeno la legge delle proporzioni multiple di Dalton. Pertanto vengono anche definiti composti elettronici o composti non daltonici.
Tali composti vengono ottenuti per solidificazione di fusioni metalliche. Ad esempio, solidificando una soluzione in fase liquida di rame e stagno è possibile ottenere i seguenti composti intermetallici: Cu5Sn, Cu31Sn8 e Cu3Sn; risulta evidente che rame e stagno non si legano seguendo semplici rapporti di combinazione multipli e nemmeno seguendo le regole della valenza chimica.
La formazione di composti intermetallici è invece governata da una legge statistica elaborata dal metallurgo britannico William Hume-Rothery e in suo onore definita regola di Hume-Rothery:
"considerando zerovalenti gli elementi dell'ottavo gruppo, il rapporto tra la somma degli elettroni di valenza dei singoli componenti di un composto intermetallico e la somma degli atomi che lo formano assume caratteristici valori costanti a ciascuno dei quali corrisponde una fase".
Computazionalmente, dato un composto, si sommano gli elettroni di valenza di ogni atomo che lo compone e si mette a rapporto questo valore con il numero di atomi che ci sono nella formula del composto.
Ad esempio:
- FeAl
  - somma elettroni di valenza = 0 (Fe appartiene all'ottavo gruppo) + 3 = 3
  - somma degli atomi totali = 1 + 1 = 2
  - rapporto di Hume-Rothery = 3/2
- Cu31Sn8
  - somma elettroni di valenza = 31 · 1 + 8 · 4 = 63
  - somma degli atomi totali = 31 + 8 = 39
  - rapporto di Hume-Rothery = 63/39 = 21/13
- Cu3Sn
  - somma elettroni di valenza = 3 · 1 + 4 = 7
  - somma degli atomi totali = 3 + 1 = 4
  - rapporto di Hume-Rothery = 7/4

I più comuni rapporti di Hume-Rothery identificano le seguenti fasi intermetalliche, definite fasi di Hume-Rothery:
- fase β, con rapporto 3/2, caratteristica di composti quali CuBe, CuZn, Cu3Al, Cu5Sn, FeAl
- fase γ, con rapporto 21/13, caratteristica di composti quali Cu9Al4, Cu5Zn8, Ni5Zn21, Cu31Sn8, Au5Cd8
- fase ε, con rapporto 7/4, caratteristica di composti quali CuZn3, Ag5Al3, FeZn7, AuZn3, Cu3Sn

Le fasi β cristallizzano in forme cubiche a corpo centrato, quelle γ in una forma cubica complessa con aggruppamenti fondamentali di 52 atomi e le fasi ε cristallizzano con reticolo esagonale di dimensioni inusuali.
Le fasi di Zintl sono un'altra importante classe di composti intermetallici formati da metalli alcalini o alcalino terrosi e da un metallo meno elettropositivo.